# Jonathan León
Jonathan Mauricio León Quiñones (Ciudad de México, México, 18 de abril de 1996) es un futbolista mexicano. Juega de portero y su equipo actual es el Club Puebla de la Liga MX de México.

## Trayectoria
Inició su carrera en las divisiones inferiores del Club América. Para el torneo Apertura 2017 es registrado con el primer equipo bajo el mando de Miguel Herrera.

## Estadísticas

### Clubes
| Club         | País   | Año         |
| ------------ | ------ | ----------- |
| Club América | México | 2017 - Act. |